# Sysstema pauxilla
Sysstema pauxilla är en fjärilsart som beskrevs av Louis Beethoven Prout 1927. Sysstema pauxilla ingår i släktet Sysstema och familjen mätare. Inga underarter finns listade i Catalogue of Life.